# 风河 (怀俄明州)
風河（英語：Wind River）是美國懷俄明州比格霍恩河上游的名稱。風河長185英里（298公里）。

## 概述
風河的源頭位於落磯山脈的風河湖，靠近托格蒂山口，並從懷俄明州中西部溫德河山脈東北側的幾個岔口匯集河水。它向東南流，穿過風河盆地和風河印第安人保留區，在里弗頓附近匯入小風河。此交匯處的上游被當地人稱為“大風河”。它向北流經貓頭鷹溪山脈的一個缺口，在那裡風河的名字就變成了比格霍恩河。